# Kirby 64: The Crystal Shards
 (mars 2020).
Si vous disposez d'ouvrages ou d'articles de référence ou si vous connaissez des sites web de qualité traitant du thème abordé ici, merci de compléter l'article en donnant les références utiles à sa vérifiabilité et en les liant à la section « Notes et références ».
Kirby 64: The Crystal Shards connu sous le nom de Kirby of the Stars 64 (星のカービィ64, Hoshi no Kābī Rokujūyon)  est un jeu vidéo de plates-formes développé par HAL Laboratory pour la Nintendo 64. Il est sorti en 2000 au Japon et en 2001 en Europe. Il fait partie des derniers jeux de la console.
Mis à part Kirby Air Ride qui a commencé à être développé sur Nintendo 64 avant de sortir finalement sur GameCube, Kirby 64 est l'unique jeu Nintendo 64 ayant Kirby pour personnage principal et le premier jeu de la série Kirby à être réalisé en 3D.

## Scénario
Sur la planète Ripple Star, là où vivent les fées, tout est calme et ces dernières vivent en parfaite harmonie, jusqu'à l'arrivée des Dark Matters et de leur chef Zéro Two, qui attaquent la planète. Ribbon, une des fées, emporte le trésor que les Dark Matters voulaient : le cristal de Ripple Star, et s'enfuit avec.
Cependant, un Dark Matter se divise en trois et parvient à l'attaquer, mais sans s'emparer du cristal, qui se brise en plusieurs dizaines de petits morceaux qui atterrissent un peu partout dans la galaxie. Ribbon atterrit alors sur Pop Star, la planète de Kirby, et explique à ce dernier qu'elle vient d'échapper à une horrible tragédie sur sa planète. Kirby accepte sans hésiter de l'accompagner pour sauver Ripple Star de l'emprise des Dark Matters et de Zéro Two (qui est en fait le fantôme de Zéro, principal antagoniste du jeu Kirby's Dream Land 3, dont Kirby 64: The Crystal Shards peut être interprété comme étant sa suite).

## Système de jeu

### Principe
Le jeu est découpé en sept mondes (sous forme d'étoiles) contenant en moyenne quatre niveaux (à l'exception de Pop Star et Ripple Star qui en contiennent seulement trois et Dark Star un seul) et un boss de fin.
- Pop Star - Planète mère de Kirby, représentant une étoile jaune à cinq branches. Son boss est Whispy Woods, un arbre récurrent dans la série Kirby.
- Rock Star - Une planète rocailleuse et désertique. Le dernier niveau prend place dans un genre de vaisseau pyramide. Le boss est Pix, un ennemi composé de trois octaèdres qui peuvent allonger leurs arrêtes pour attaquer Kirby.
- Aqua Star - Plages paradisiaques et océan à perte de vue. Le monde se termine dans les profondeurs abyssales. Le boss de cette planète est Acro, une baleine qui crache des monstres marins et qui poursuit Kirby à toute vitesse.
- Neo Star - Monde préhistorique aux volcans ardents. Le boss est Magman, un monstre formé par de la lave en fusion.
- Shiver Star - Planète recouverte de neige. Sa texture et la lune qui tourne autour d'elle laissent à penser qu'il s'agit d'une représentation post-apocalyptique de la terre. Les niveaux (usine, centre commercial...) semblent confirmer cette hypothèse...Le boss de Shiverstar est HR-H, un genre de robot-fusée.
- Ripple Star - La planète des fées d'où provient l'amie de Kirby. Elle représente un cœur. Le boss est Dark Matter qui a changé de forme en adoptant une forme polyédrale, et il peut changer à tout moment de forme, chacune correspondant à un don d'imitation de Kirby. On ne peut attaquer Dark Matter qu'avec l'élément qui le compose, ainsi, s'il est sous sa forme de glace par exemple, il est invincible à tout élément sauf la glace.
- Dark Star - Accessible uniquement si tous les Eclats de Cristal des 6 précédentes planètes ont été obtenus. C'est le refuge du chef des Dark Matters, 0² (nommé aussi Zero Two). Pour le battre, Kirby et Ribbon lui tirent dessus avec les Eclats de Cristal jusqu'à révéler son point faible, qui n'est autre que le sommet de son crâne.

Tout comme dans les précédents jeux de la série principale, Kirby peut marcher, courir, sauter, se gonfler pour voler un moment, et avaler ses ennemis pour copier leurs capacités. L'originalité principale dans ce jeu est que si Kirby avale deux ennemis avec des capacités différentes, ou s'il les fait entrer en collision, il pourra combiner les deux pouvoirs. Ainsi, si on avale un ennemi électrique et un autre qui lance des bombes, on obtient le don « Kirby Ampoule ».
Le personnage Kirby se contrôle qu'avec la croix directionnelle de la manette et non avec le joystick.
Sur sa planète Pop Star (le premier monde), Kirby se fera trois alliés :
- Waddle Dee, l'ennemi de base des jeux Kirby, qui deviendra un ami. Il aidera Kirby en construisant des mécanismes pour le faire avancer et en pilotant divers véhicules pour le conduire à son but.

- Adeleine, une peintre dont les œuvres prennent vie. Chaque fois que Kirby la rencontrera dans un niveau, elle lui crée un objet de soin ou lui donne des indications pour la suite du niveau sous forme de dessins.

- Le Roi DaDiDou, connu également pour être l'un des boss dans la série Kirby. Bien qu'étant souvent décrit comme un antagoniste, il aidera Kirby à chaque fois qu'il faudra détruire des murs pour progresser.

La quête principale consiste à sauver Ripple Star, mais le joueur peut essayer de récupérer tous les Eclats de Cristal.

### Minis-jeux
Il y a également trois minis-jeux qui peuvent se jouer de 1 à 4 joueurs :
- La Course à la Marelle, dont le but est de parcourir 100 mètres en sautant chaque fois un ou deux mètres, tout en faisant attention aux obstacles qui peuvent se trouver sur chaque mètre.

- L'Attaque des Fruits, qui consiste à attraper le plus de fruits. Si un joueur est côte à côte avec un autre, il peut le forcer à échanger les places en appuyant sur le bouton A.

- La Chasse sur l'Échiquier, dans laquelle il faut rester sur un plateau de 64 cases. Les joueurs se déplacent avec le Stick Analogique, uniquement dans les directions verticale et horizontale, et appuient sur le bouton A pour faire tomber les cases devant eux, de façon à faire tomber les autres joueurs. Chaque fois qu'un joueur tombe, il perd l'une de ses cinq vies. Quand un joueur n'a plus de vies, il est éliminé, et le plateau devient plus petit. Le dernier qui reste l'emporte.